# Moët & Chandon
Moët & Chandon is gekend als champagnemerk. Het was een zelfstandig champagnehuis tot de fusie met Hennessy in 1971. Het huis werd opgericht in 1743 door de Franse wijnhandelaar Claude Moët (1683–1760). Het is gelegen aan het nummer 18 van de Avenue de Champagne in Épernay, departement Marne (regio Grand Est) in Frankrijk. Gezien deze ligging is het sinds 2015 een onderdeel van het UNESCO-werelderfgoed “Heuvels, huizen en kelders van de Champagne”.
Het is het grootste champagnemerk ter wereld. Moët & Chandon heeft gedurende haar eeuwenlang bestaan een grote reputatie opgebouwd. Jaarlijkse productie overschrijd sinds 2017 30 miljoen flessen per jaar. Dit betreft verschillende champagnes.
Moët & Chandon bezit een uitgebreid patrimonium, te beginnen met het grootste aaneengesloten wijndomein van circa 1.300 hectare verdeeld over alle vijf deelgebieden van de appellatie. Daarnaast zijn er de strategisch gelegen perscentra (Frans: vendangeoirs) verspreid over cru-gemeenten als Aÿ, Chouilly en Verzy. De hoofdzetel aan de Avenue de Champagne is een art-decopand uit de jaren 1920, met naastgelegen historische gebouwen zoals Hôtel Moët en het Trianon. De ondergrondse kelders beslaan 28 km. Verder het hypermoderne vinificatiecentrum Mont-Aigu in Oiry en het historische Fort Chabrol dat een sleutelrol  speelde in de strijd tegen phylloxera. De abdij van Hautvillers en het Château de Saran vervolledigen het lijstje.

## Naamgeving
De naamswijzigingen van het merk en het huis zijn beperkt in de geschiedenis. In 1743 werd het opgericht door Claude Moët als Moët et Cie (“Moët & Co.”). Na zijn dood en de overname in 1792 door zijn kleinzoon Jean‑Rémy Moët (1758–1841) werd de onderneming voortgezet onder dezelfde naam.
In 1833 veranderde de naam in Moët & Chandon nadat Pierre‑Gabriel Chandon de Briailles (1778–1850), schoonzoon van Jean‑Rémy, zich als vennoot aansloot. Vanaf dan, tot heden, bleef de naam ongewijzigd. 

## Logo
Het oorspronkelijke logo was van 1833 tot 2006 in gebruik. Het bestond uit sierlijke zwarte hoofdletters “MOËT & CHANDON” in een vet, klassiek serif-lettertype. Boven de naam was een fijne zwarte kroon geplaatst, waarin linten subtiel naar links en rechts weefden, en daaronder stond in cursief “Fondé en 1743”. (“Opgericht in 1743”).
Vanaf circa 1807 verscheen ook een vijfpuntige ster, vaak onderaan het logo. Deze staat symbool voor uitmuntendheid en zou verwijzen naar de komeet van 1811, ofwel “Napoleon’s Comet”, maar het gebruik gaat dus terug tot vóór die datum.
Bij de herwerking in 2006 werd “Fondé en 1743” verplaatst naar boven rond de gouden kroon, waarmee de rijke historie werd benadrukt. Onder de merknaam in het zwart werd “CHAMPAGNE” in goud toegevoegd, wat sinds 1927 wettelijk de oorsprong bevestigd. De kroon is in deze versie gemoderniseerd en details droegen het karakter van een pauselijke tiara en een halve wereldbol, als teken van bescherming en Europese adelpatronage sinds de 1750s. De vernieuwingen hebben geleid tot een duidelijke hiërarchie: bovenaan de oprichtingsdatum en de kroon, in het midden de merknaam, daaronder “CHAMPAGNE” en ten slotte de ster of extra onderscheidingen.
Het logo gebruikt een op maat gemaakt serif-lettertype met krachtige serif-stoten en subtiele contouren. De kleurencombinatie zwart (voor de naam) en goud (voor de kroon en accenten) straalt luxe, elegantie en prestige uit. Na de rebranding van 2006 zijn de lettervormen verfijnd met dikkere lijnen voor betere balans.

## Geschiedenis

### Oprichting en vroege ontwikkeling (18e eeuw)
Claude Moët begon met de export van zijn wijnen naar Parijs en andere Europese hoofdsteden, wat ongebruikelijk was in een tijd waarin Champagne vooral lokaal werd geconsumeerd. Zijn kleinzoon Jean-Rémy Moët, een visionaire ondernemer, transformeerde het familiebedrijf in een internationaal merk. Jean-Rémy was een tijdgenoot en vriend van Napoleon Bonaparte, wat bijdroeg aan het prestige van het huis. Volgens de overlevering zou Napoleon bij elk bezoek aan Épernay een voorraad Moët hebben meegenomen naar het front.

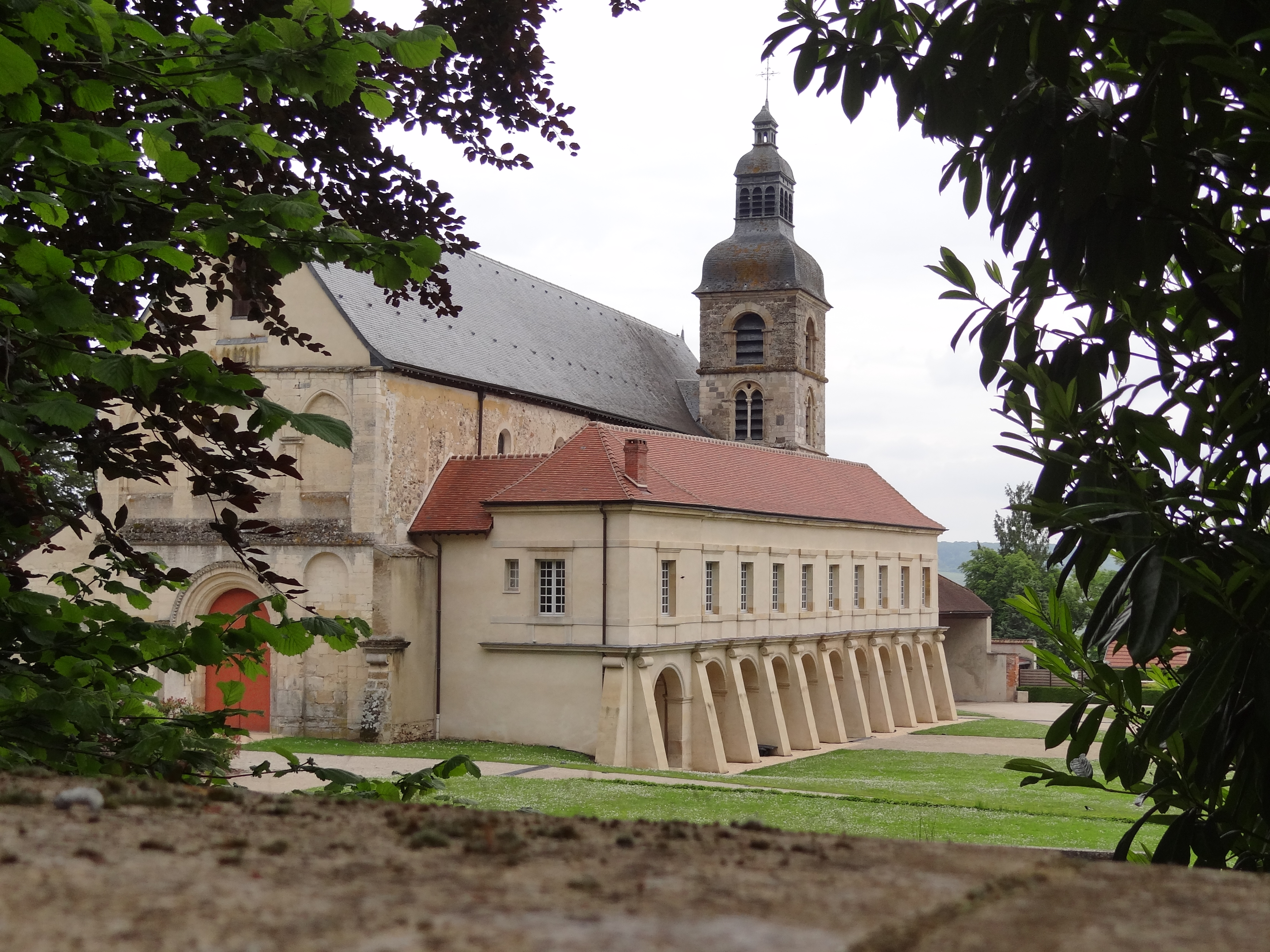
Abdij van Hautvillers

In 1792 kocht Jean-Rémy de abdij van Hautvillers, waar de legendarische monnik Dom Pérignon gewoond en gewerkt had. Deze aankoop verstevigde de symbolische band tussen Moët & Chandon en de geschiedenis van Champagne.

### Industriële expansie (19e eeuw)
In de 19e eeuw breidde het huis zijn productie uit en moderniseerde het de vinificatietechnieken. In deze periode begon Moët met het aanleggen van zijn beroemde kelders onder Épernay.
De firma werd een van de eerste champagnehuizen die op industriële schaal produceerde en wereldwijd exporteerde. Moët & Chandon verkreeg in de loop van de eeuw talrijke koninklijke benoemingen, waaronder aan het hof van het Verenigd Koninkrijk en Oostenrijk-Hongarije.

### Consolidatie en prestige (20e eeuw)
In 1936 bracht Moët & Chandon de eerste jaargang uit van Dom Pérignon, een prestige-cuvée die werd gepresenteerd als een eerbetoon aan de monnik die vaak wordt beschouwd als de geestelijke vader van Champagne. Hoewel Dom Pérignon een creatie van de 20e eeuw is, werd het snel een van de meest luxueuze champagnes ter wereld.
Tijdens de twee wereldoorlogen bleef het huis actief, ondanks schade aan wijngaarden en logistieke uitdagingen. In de naoorlogse periode groeide het merk explosief mee met de opkomst van luxe consumptie en internationalisering.
In 1971 fuseerde Moët & Chandon met Hennessy, een toonaangevende cognacproducent, en later in 1987 met Louis Vuitton, wat resulteerde in de oprichting van het luxeconcern LVMH (Moët Hennessy Louis Vuitton). LVMH groeide uit tot het grootste luxebedrijf ter wereld, met Moët & Chandon als een van zijn vlaggenschipmerken.

### Hedendaagse positie (21ste eeuw)
Vandaag de dag is Moët & Chandon een van de meest verkochte champagnes wereldwijd, met een productie van meer dan 30 miljoen flessen per jaar. Het merk bezit meer dan 1 300 hectare aan wijngaarden en blijft investeren in duurzaamheid, innovatie en marketing.
De huisstijl van Moët staat bekend om zijn fruitige, elegante en toegankelijke stijl, mede dankzij de vaardigheid van chef de cave Benoît Gouez (sinds 2005).

## Champagnes
Het gamma van Moët & Chandon omvat een breed scala aan champagnes die het huis positioneren als een van de meest veelzijdige producenten in de Champagne. 
De belangrijkste cuvée is de Brut Impérial, geïntroduceerd in 1869, en vandaag de dag de meest verkochte champagne ter wereld. Deze non-vintage blend bestaat doorgaans uit 30 à 40% Pinot Noir, 30 à 40% Meunier en 20 à 30% Chardonnay, afkomstig uit meer dan 200 crus verspreid over de hele regio, waaronder Premier en Grand Cru-dorpen. Dankzij het gebruik van 20 à 30% réservewijnen wordt de kenmerkende huisstijl – frisheid, fruitigheid en balans – elk jaar gegarandeerd.
De Rosé Impérial, gelanceerd in de jaren 1990, is een expressieve rosé die vooral draait om Pinot Noir (tot 50%, waarvan ongeveer 10% als stille rode wijn wordt toegevoegd), aangevuld met Meunier en een kleine hoeveelheid Chardonnay. De rode componenten zijn afkomstig uit kwaliteitsdorpen als Bouzy en Ambonnay. De stijl is fruitig, licht kruidig, en iets robuuster dan zijn witte tegenhanger, met een delicate structuur die nauwkeurig bewaakt wordt tijdens het blendproces’

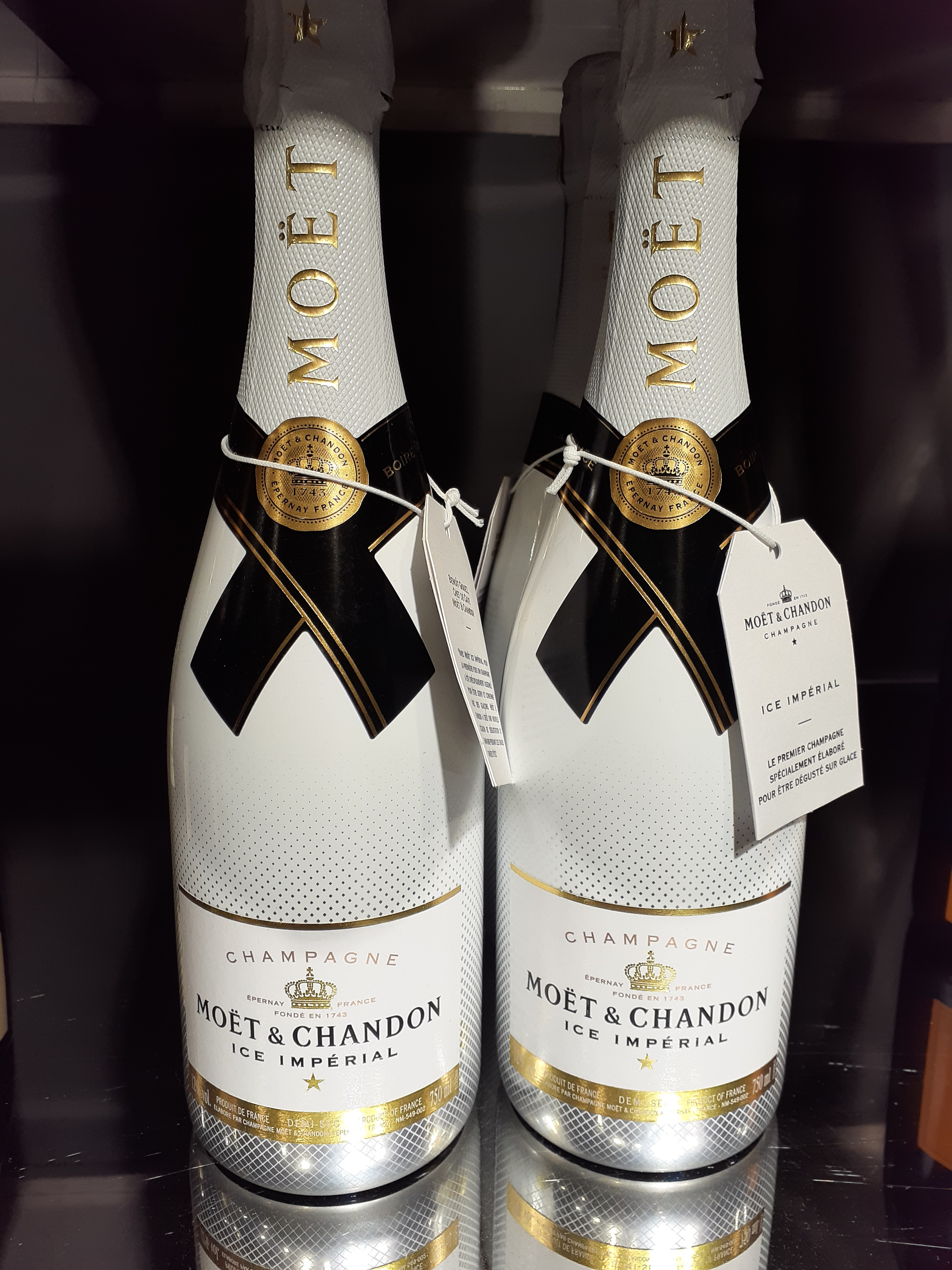
Moët & Chandon Ice Impérial

In 2011 introduceerde Moët & Chandon de innovatieve Ice Impérial, de eerste champagne ontworpen om met ijs geserveerd te worden. Deze blend bestaat hoofdzakelijk uit Meunier (40–50%), aangevuld met Pinot Noir en Chardonnay. Het resultaat is een tropisch fruitige champagne met een licht zoete dosage, bedoeld voor een nieuwe generatie champagnedrinkers, vooral in warmere klimaten of als aperitief met fruit of munt.
Een ander belangrijk onderdeel van het gamma zijn de Grand Vintage-cuvées, waarvan de eerste jaargang in 1842 op de markt kwam. Deze champagnes worden enkel geproduceerd in uitzonderlijke jaren, en elk jaar geeft de chef de cave een persoonlijke interpretatie van het terroir. De samenstelling varieert: bijvoorbeeld de 2015 Grand Vintage bevatte 44% Pinot Noir, 32% Chardonnay en 24% Meunier. De druiven zijn uitsluitend afkomstig van Grand en Premier Cru-percelen, en de flessen rijpen minstens vijf tot zeven jaar sur lie, wat bijdraagt aan hun complexiteit en structuur.
De Grand Vintage Rosé is een extra expressieve roséversie van deze vintage-serie. In jaargang 2015 werd bijvoorbeeld 52% Pinot Noir gebruikt, waarvan 15% als rode wijn, samen met 27% Chardonnay en 21% Meunier. Deze champagne onderscheidt zich door meer diepgang, lage dosage en meer gastronomisch potentieel dan de Rosé Impérial.
Hoewel technisch een apart merk, behoort ook Dom Pérignon historisch tot het Moët & Chandon-imperium. Dom Pérignon is altijd een vintage champagne, gemaakt van een zorgvuldige selectie van Grand Cru-percelen, met uitzondering van één Premier Cru: Hautvillers, de abdij van Dom Pérignon zelf. De blend bestaat meestal uit ongeveer 50% Chardonnay en 50% Pinot Noir. De flessen rijpen minstens acht tot tien jaar in de kelders, en worden slechts vrijgegeven als ze voldoen aan de esthetische eisen van het huis.

## Productie
De productie- en exportcijfers van Moët & Chandon door de eeuwen heen zien er als volgt uit:
| Jaar / Periode | Productievolume (flessen) | Exportvolume (flessen) | Bron & Opmerkingen                                                      |
| -------------- | ------------------------- | ---------------------- | ----------------------------------------------------------------------- |
| 1746           | –                         | 50.000                 | “La maison Moët expédie à elle seule 50 000 bouteilles …: un record.”   |
| 1750–1760      | –                         | 19.000–69.000          | “Les expéditions … oscillent entre 19 000 et 69 000 bouteilles par an.” |
| 1720           | –                         | 20.000                 | Schatting: “quelques centaines … 20 000 bouteilles en 1720”             |
| 1730           | –                         | 50.000                 | “et à 50 000 bouteilles en 1730.”                                       |
| 1872           | ± 2 mln                   | –                      | Schatting vanuit historisch rapport uit het jaar 1872.                  |
| 1880           | ± 2,5 mln                 | –                      |                                                                         |
| 1900–1914      | –                         | ± 18–20 mln            | Export o.a. naar België (7,6 mln), VK (7,3 mln) en VS (1,7 mln)         |
| 2011           | 28 mln                    | –                      | “annually produces approximately 28,000,000 bottles.”                   |
| 2017           | >30 mln                   | –                      | ”annual sales of more then 30 million bottles”                          |

## Patrimonium
Moët & Chandon bezit een uitgebreid patrimonium, te beginnen met het grootste aaneengesloten wijndomein in de Champagnestreek, met circa 1.300 hectare verdeeld over alle vijf deelgebieden van de appellatie. Ongeveer 75% van de druiven wordt betrokken van meer dan 2.000 contractboeren, terwijl 25% uit eigen grand cru- en premier cru-percelen komt. Tijdens de oogst worden druiven snel geperst in vendangeoirs, strategisch verspreid over cru-gemeenten als Aÿ, Chouilly en Verzy, om oxidatie te voorkomen. De hoofdzetel aan de Avenue de Champagne in Épernay is een art-decopand uit de jaren 1920, met naastgelegen historische gebouwen zoals Hôtel Moët en het Trianon. De ondergrondse kelders beslaan 28 km en bieden ideale rijpingsomstandigheden voor champagne, met constante temperatuur en vochtigheid. Het hypermoderne vinificatiecentrum Mont-Aigu in Oiry, gebouwd tussen 2011 en 2018, combineert architectonisch design met duurzame productietechnologie. Fort Chabrol, opgericht rond 1900, speelde een sleutelrol in de strijd tegen phylloxera en werd later een viticultureel opleidingsinstituut. Het Château de Saran, oorspronkelijk een jachtpaviljoen uit 1801, is nu een exclusieve ontvangstruimte voor LVMH-klanten. 

### Wijngaard

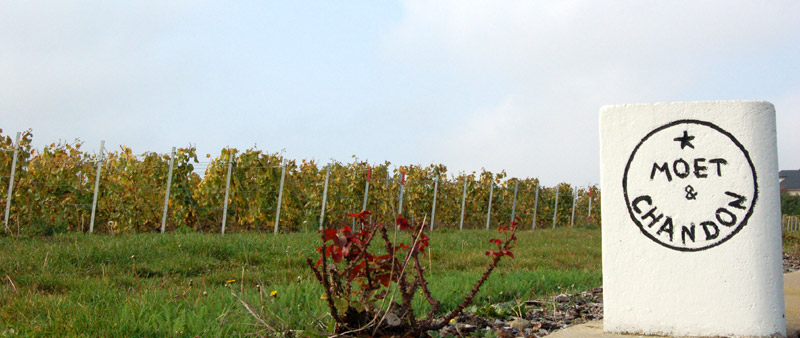
Wijngaard met markering

Moët & Chandon bezit een uitgestrekte en prestigieuze wijngaard. De totale oppervlakte beslaat ongeveer 1 300 hectare kalkrijke bodem, waarmee het huis het grootste aaneengesloten wijndomein in de streek bezit. Deze wijngaard strekt zich uit over alle vijf deelgebieden van de Champagne-appellatie: Montagne de Reims, Vallée de la Marne, Côte des Blancs, Côte de Sézanne en de Aube. Hierdoor profiteert het huis van een brede variëteit aan terroirs, variërend van krachtig en gespierde Pinot Noir uit de Montagne de Reims tot verfijnde Chardonnay uit de Côte des Blancs.
Wat classificatie betreft, zijn ongeveer 50% van de percelen geclassificeerd als Grand Cru en 25% als Premier Cru, wat Moët & Chandon toegang geeft tot druiven van uitzonderlijke kwaliteit – de parel binnen 234 van de 319 erkende crus, inclusief alle 17 Grand Cru-sites. Qua druivenrassen cultiveert het huis de drie hoofdvariëteiten van de Champagne: Pinot Noir (ongeveer 39%), Pinot Meunier (32%) en Chardonnay (29%), in lijn met regionale statistieken.
Slechts circa 25% van de productie wordt met eigen druiven verricht; de rest wordt aangevuld via contracten met tussen de 2.000 en 2.200 lokale wijnbouwers. Dit weerspiegelt het karakteristieke ‘négociant-manipulant’-model van het huis.
De geografische ligging op kalkrijke hellingen zorgt voor uitmuntende drainage en mineraliteit, essentieel voor de expressie van finesse in de wijn. Grand Cru‑parcellen bevinden zich op toplieu van de Côte des Blancs (bijv. Avize), Montagne de Reims en delen van Vallée de la Marne.

### Perscentra (“Vendangeoirs”)

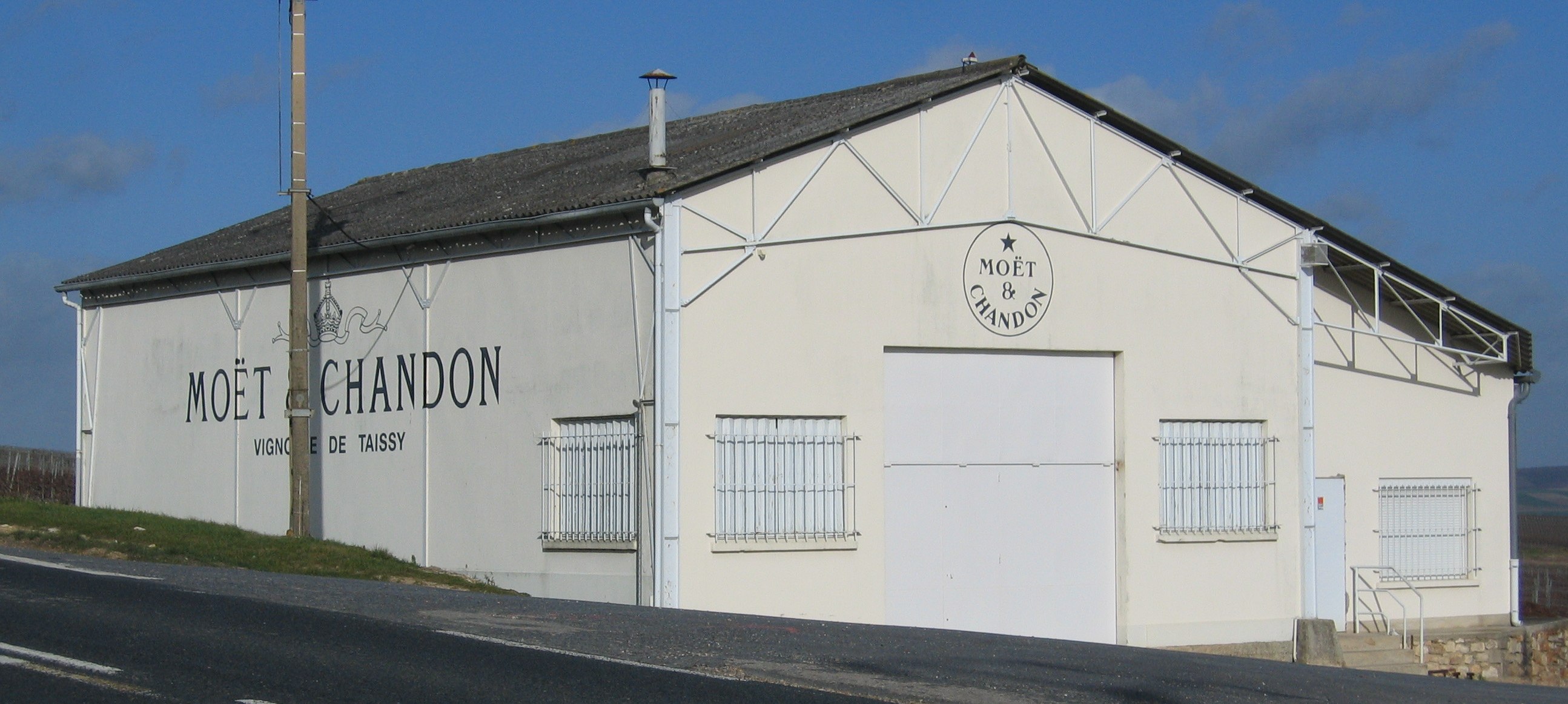
Perscentrum (“Vendangeoir”) in Taissy, ten zuiden van Reims

De perscentra zijn gespecialiseerde oogstlocaties (van het Franse vendange, wat "oogst" betekent), waar druiven tijdens de oogsttijd, vaak in augustus of september, afhankelijk van het weer, worden verzameld en geperst. Deze installaties, ontworpen voor de tijdelijke activiteit tijdens de oogst, maken deel uit van het uitgebreide netwerk van productie-infrastructuur dicht bij de wijngaarden. Hier worden druiven geperst en het sap vervolgens overgebracht naar de centrale kelders in Épernay voor fermentatie en verdere vinificatie.
Ze vormen een essentieel onderdeel van de kwaliteit en efficiëntie waarmee het huis zijn champagnes produceert. In een streek, waar de topografie, klimaat en druivenrassen divers zijn, is het cruciaal om druiven direct na de oogst te verwerken om oxidatie te voorkomen en zo de kwaliteit te behouden. 
Moët & Chandon beschikt over een verschillende perscentra, verspreid over de verschillende crus van de Champagnestreek.  Enkele belangrijke perscentra zijn onder andere:
1. Leuvrigny is gelegen in de Vallée de la Marne dicht bij wijngaarden met een sterke aanwezigheid van de Meunier-druif.
2. Aÿ in de Montagne de Reims ligt nabij een historisch belangrijk cru voor Pinot Noir.
3. Chouilly: Een grand cru in de Côte des Blancs, beroemd om zijn Chardonnay.
4. Verzy en Verzenay: Ook gelegen in de Montagne de Reims is strategisch gepositioneerd nabij de Premier en Grand Cru wijngaarden.
5. Monthelon: Nabij Épernay  fungeert deze locatie als een aanvullende verwerkingsfaciliteit voor lokale druivenleveranciers.

Deze locaties zijn zodanig gekozen dat de druiven zo kort mogelijk onderweg zijn van de wijnstok naar de pers, waarmee oxidatie van het sap tot een minimum wordt beperkt. De perscentrum zijn uitgerust met pneumatische persen en temperatuurgecontroleerde tanks. Hoewel sommige perscentra zich in historische gebouwen bevinden, zijn ze intern vaak state-of-the-art, waarbij Moët investeert in duurzaamheid, afvalbeheer en energie-efficiëntie.

### Gebouwen op de Avenue de Champagne
Moët & Chandon is prominent aanwezig aan de Avenue de Champagne in Épernay, met zijn hoofdzetel op nummer 20. Dit imposante gebouw werd tussen 1923 en 1932 ontworpen in art-decostijl door Henri Piquart en Bruno de Maigret, en is opgetrokken uit gewapend beton, met brede ramen en gele bakstenen accenten. Het huidige complex verrees na de verwoestingen van de Eerste Wereldoorlog, waarbij de oorspronkelijke expeditiehallen na 1918 herbouwd werden als een rationeel industrieel ensemble rondom een centrale binnenplaats. De gevel draagt trots de inscriptie “1743 Moët & Chandon”, verwijzend naar het oprichtingsjaar van het huis, en bij de ingang staat een standbeeld van Dom Pérignon, die in de jaren 1930 officieel als symbool van champagne werd gepresenteerd.

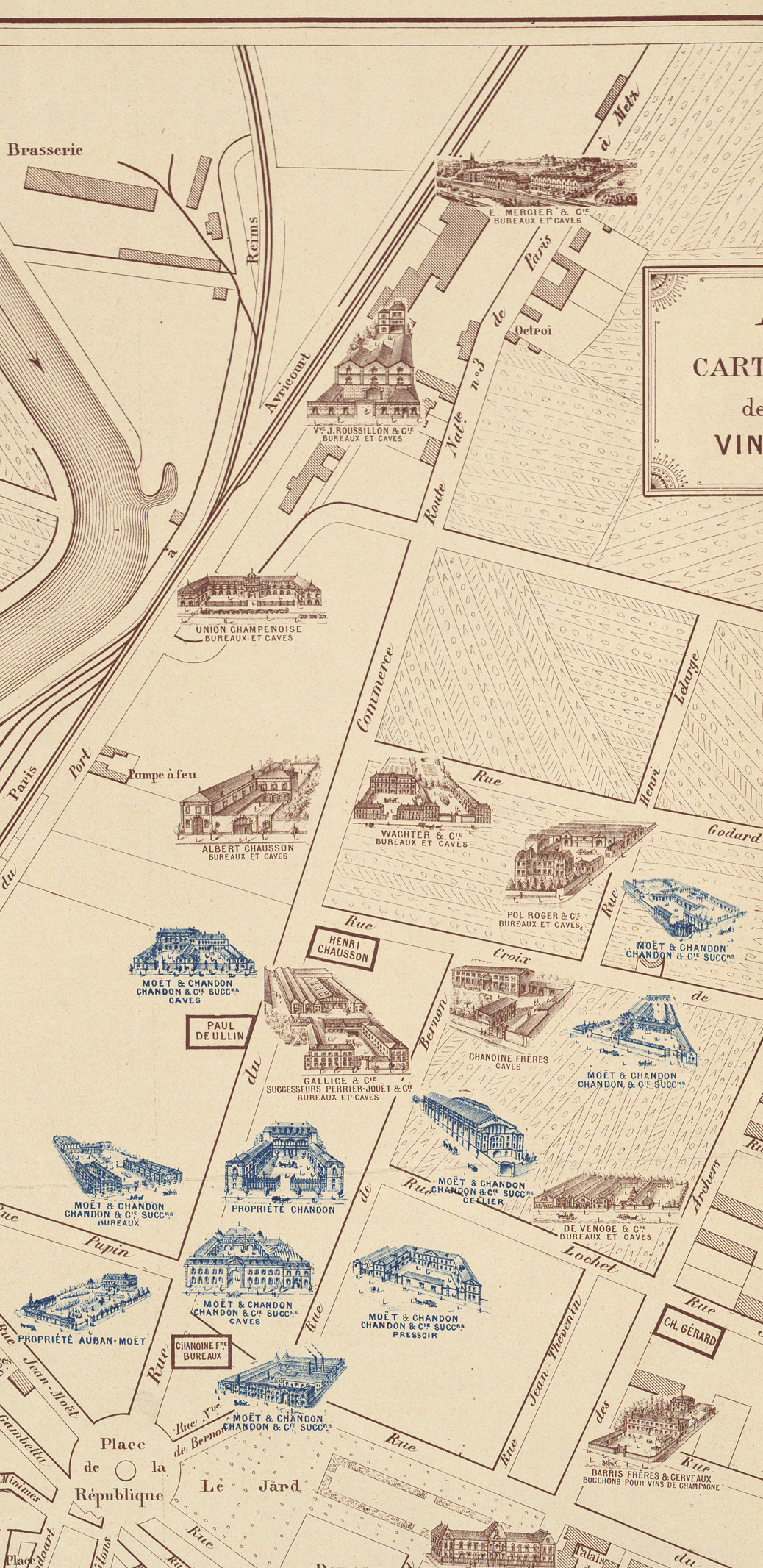
Verschillende gebouwen aan de Avenue de Champagne en omgeving (1895)

Vlak naast het hoofdgebouw bevindt zich het Hôtel Moët, een neoclassicistisch herenhuis uit 1793 dat door Jean-Rémy Moët werd gebouwd. Dit U-vormige gebouw is na de oorlog hersteld met behoud van de oorspronkelijke gevels en wordt tegenwoordig gebruikt als administratief centrum, hoewel het niet toegankelijk is voor het publiek. Achter het herenhuis ligt een klassiek Engels landschapspark, waarin zich de beroemde “Boom der Drie Keizers” bevindt. Deze plek verwijst naar het bezoek in 1814 van Napoleon Bonaparte, tsaar Alexander I en koning Frederik Willem III van Pruisen, die er samen champagne dronken. 
Tot het erfgoed van Moët & Chandon behoren ook het Hôtel Chandon en Résidence de Trianon, elegant vormgegeven ontvangstpaviljoenen en een orangerie uit de vroege 19e eeuw, die dienden voor ontvangst van diplomatieke en adellijke gasten, vaak met Napoleontische banden. 
Al deze gebouwen onderstrepen de nauwe verwevenheid van architectuur, geschiedenis en champagnecultuur die het karakter van de Avenue de Champagne vormt.

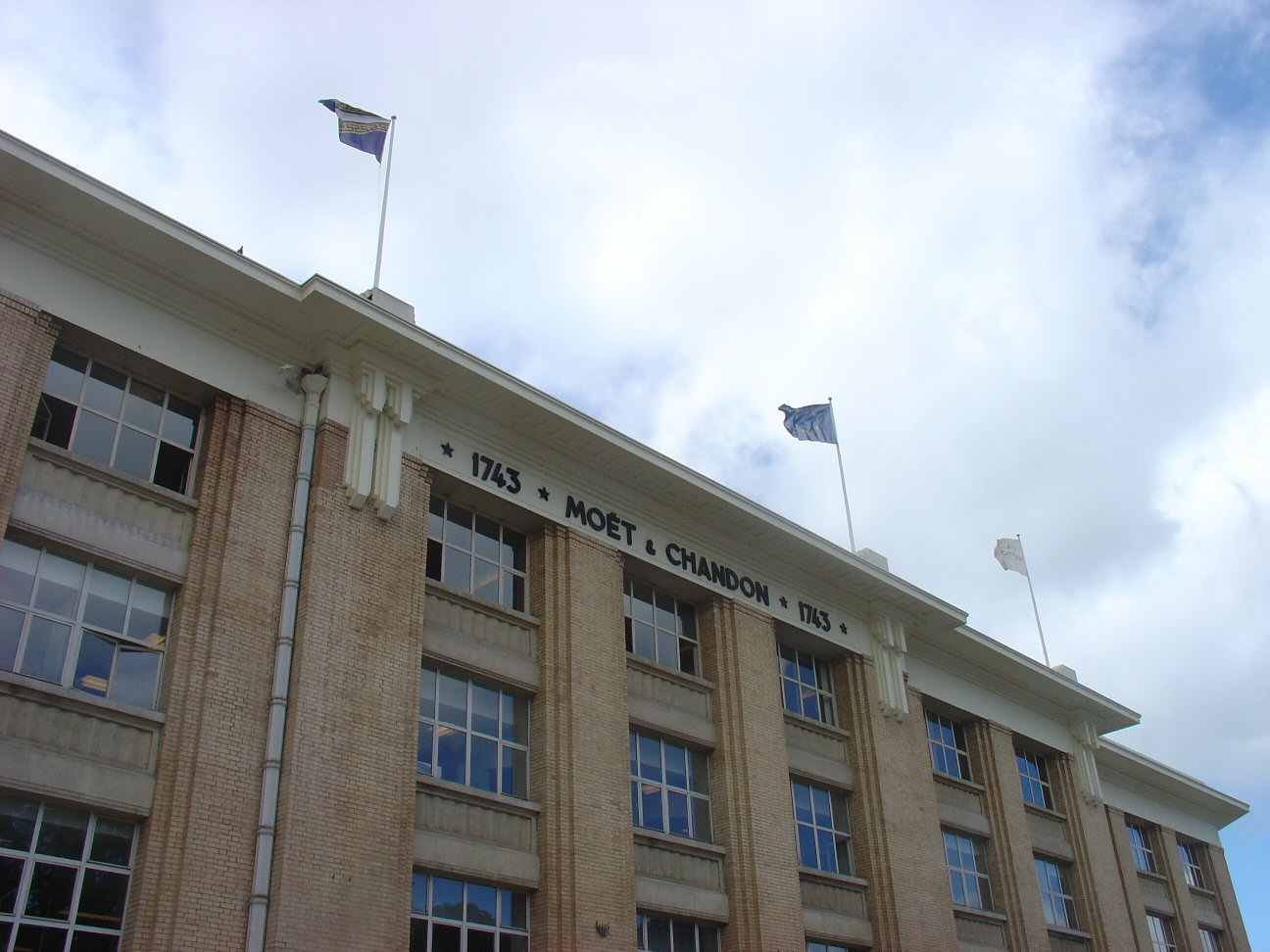
Hoofdgebouw
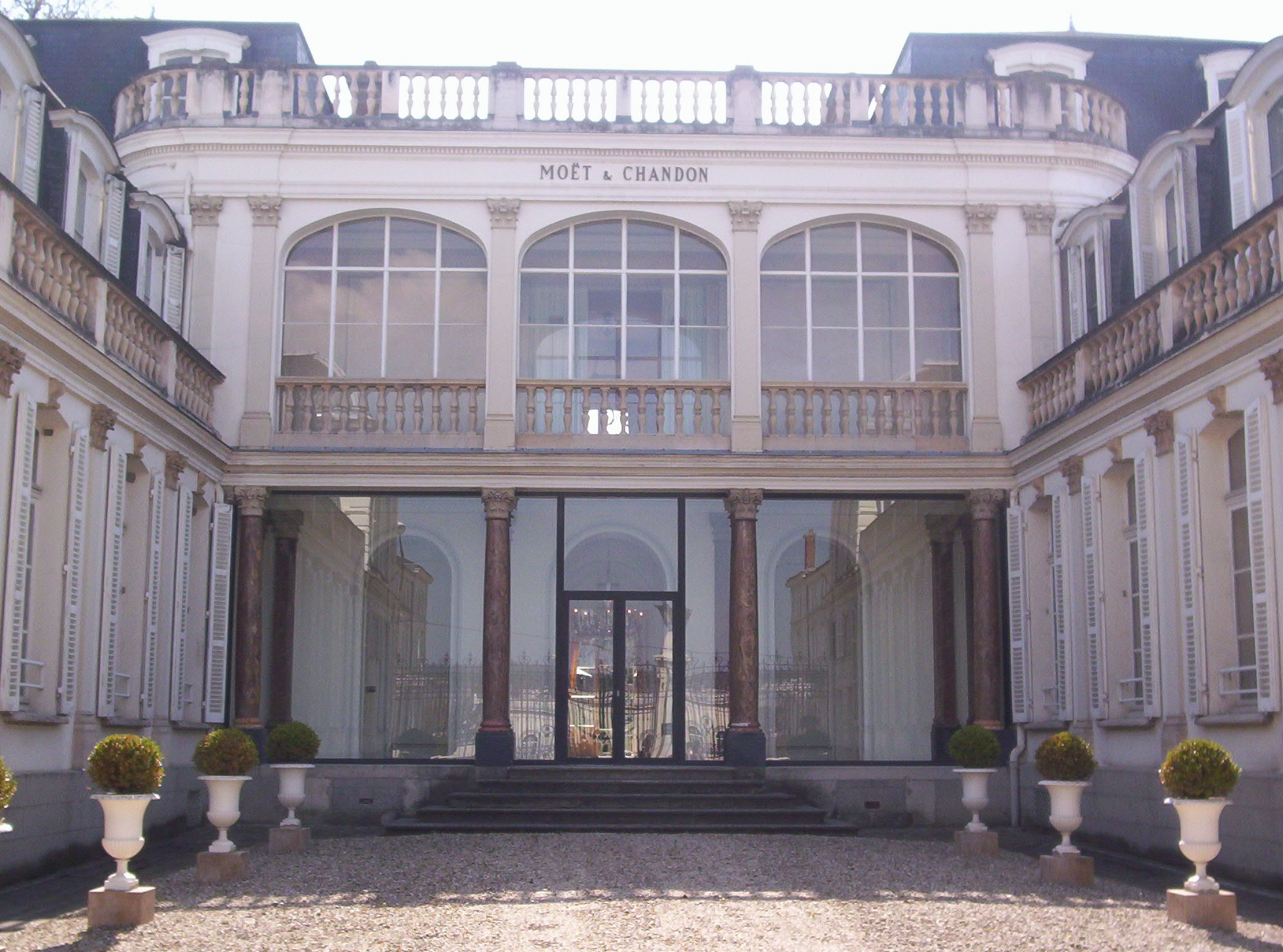
Hôtel Moët
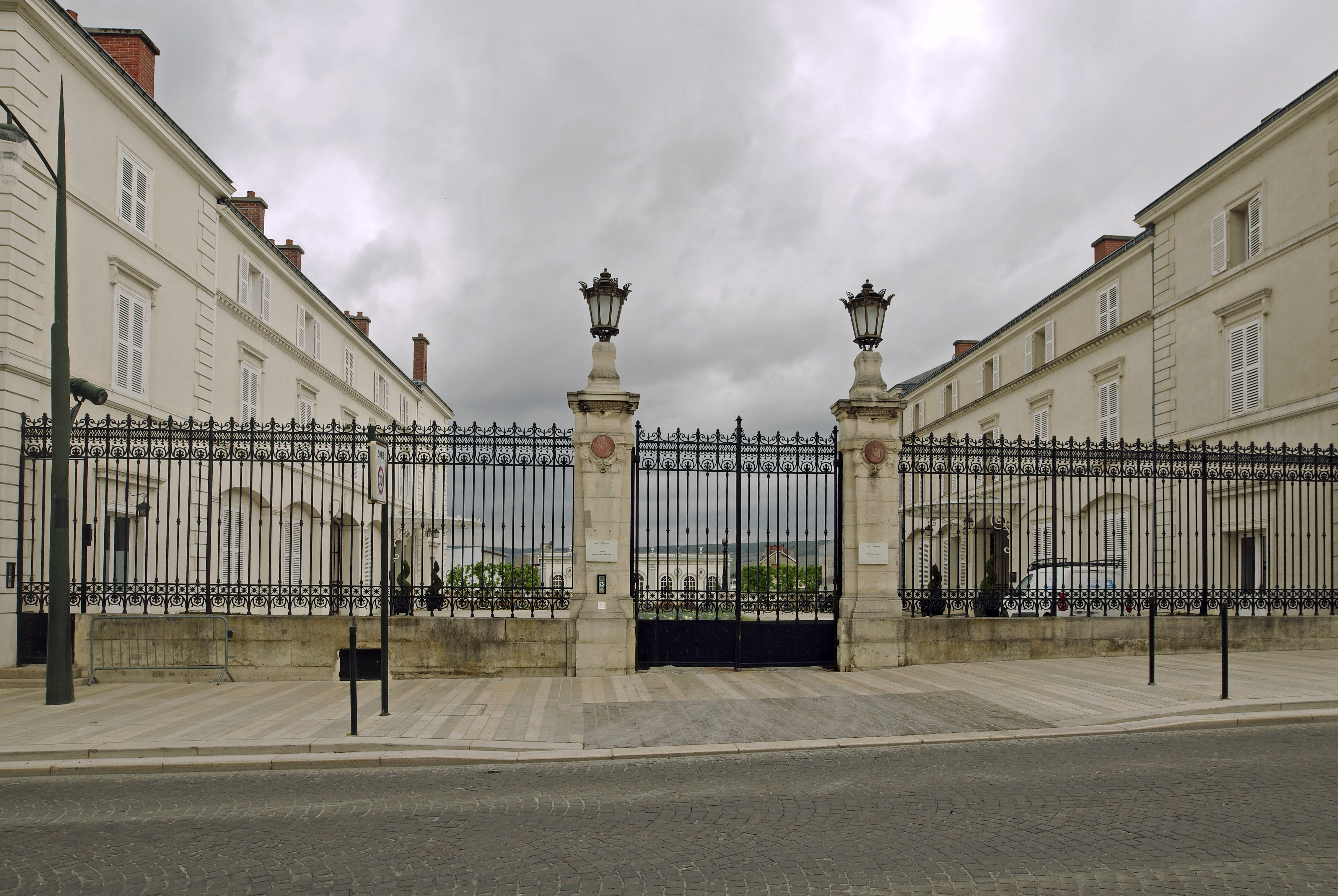
Ingang Hôtel Chandon en Résidence de Trianon

### Kelders

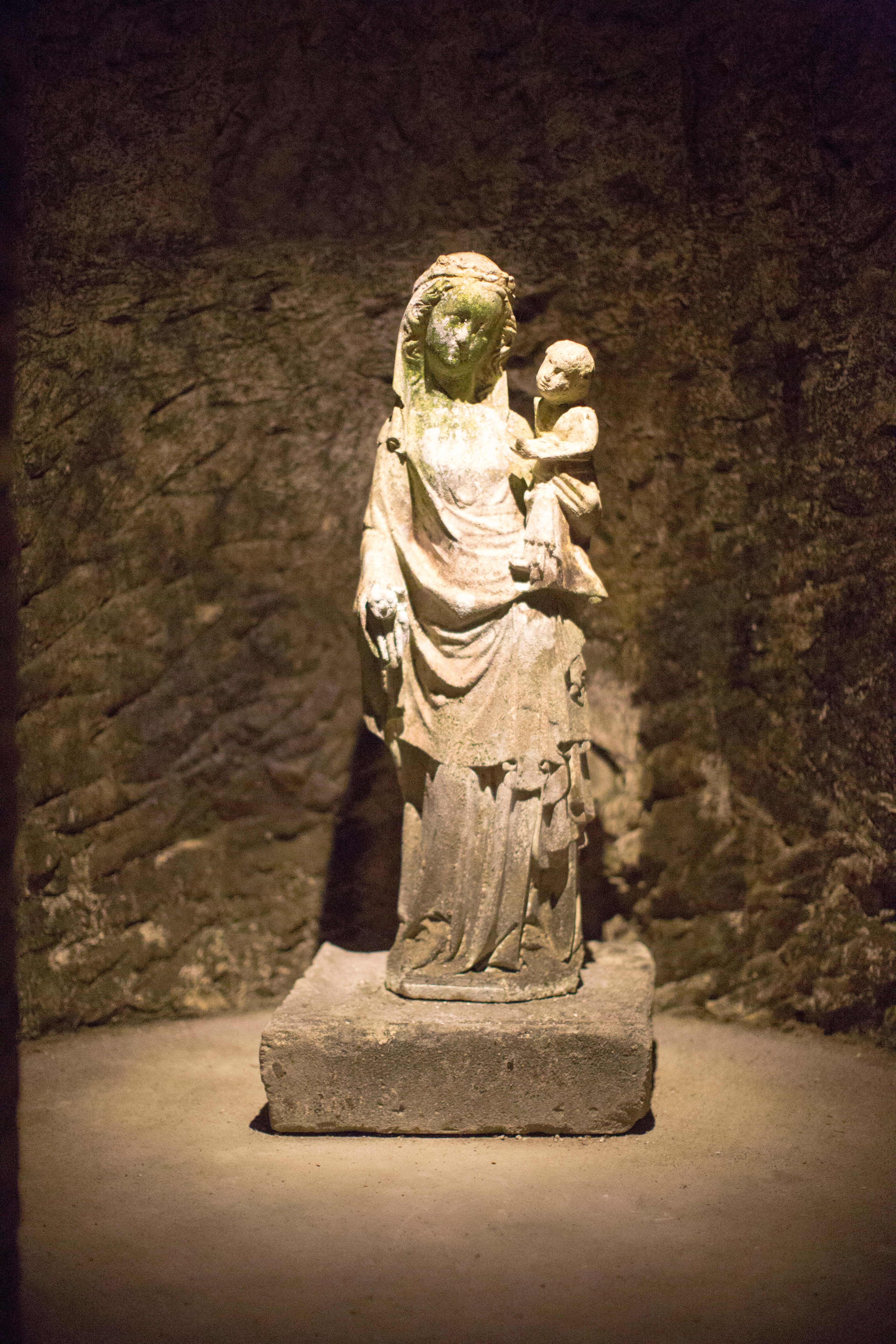
Standbeeld Maagd en Kind

De kelders van Moët & Chandon vormen een indrukwekkend ondergronds complex in Épernay, met een totaal van circa 28 kilometer aan gangen op drie niveaus, tot 30 meter diepte. De oudste secties dateren uit de 18e eeuw, aangelegd kort na de oprichting in 1743, en zijn sindsdien voortdurend uitgebreid tot het huidige labyrint. De gangen doorsnijden de kalkstenen ondergrond en hebben gewelfde plafonds waarin de sporen van oude pikwerkers nog zichtbaar zijn.
De kelders behouden dankzij de kalkrijke bodem en constante temperatuur van ongeveer 10–12 °C met een hoge relatieve vochtigheid ideale condities voor de rijping van flessen Champagne. In de loop der 19e eeuw nam het netwerk gestaag toe: in 1813 waren er 2 km aan gangen, circa 11,5 km in 1880, eindigend rond 1902, waarbij in 1889 de eerste elektrische verlichting werd geïnstalleerd die het werk en bezoek vergemakkelijkte.
Het gangenstelsel omvat diverse secties zoals de statig vernoemde Galerie Impériale, genoemd ter ere van de vriendschap tussen Jean‑Rémy Moët en Napoleon, en de Réserve des grands millésimes, waar maar liefst 70 millésimes bewaard worden, inclusief een fles uit 1892. Diepteputten of schachten verzorgen natuurlijke ventilatie, en de gangen variëren in hoogte en breedte – van lage, smalle passages tot ruimere, hoge caveaux – vaak met strategisch geplaatste vestigingsplaatsen voor kaarsen en later elektrisch licht.
Elke batch flessen is systematisch gemarkeerd met houten plankjes waarop locatie, millésime en aantal staan vermeld; alleen de keldermeester kan deze codering ontcijferen. Bij diepte van 30 meter bevindt zich een marmeren plaquette ter herdenking van Napoleons bezoek op 26 juli 1807, en in sommige passages staat een standbeeld, zoals van de Maagd en Kind.
Voor bezoekers is een route van ongeveer 1 km toegankelijk, waarin men de evolutie laat zien van handwerk met fakkels en kaarsen naar elektrisch verlichte ruimtes met bogen van baksteen en kalksteen. Tijdens rondleidingen wordt de kunst van het remuage, ontsluiting en degustatie uitgelegd, alsook de technologie en ambacht die elke keldermeester sinds de 18e eeuw in deze gewelven heeft doorgegeven.

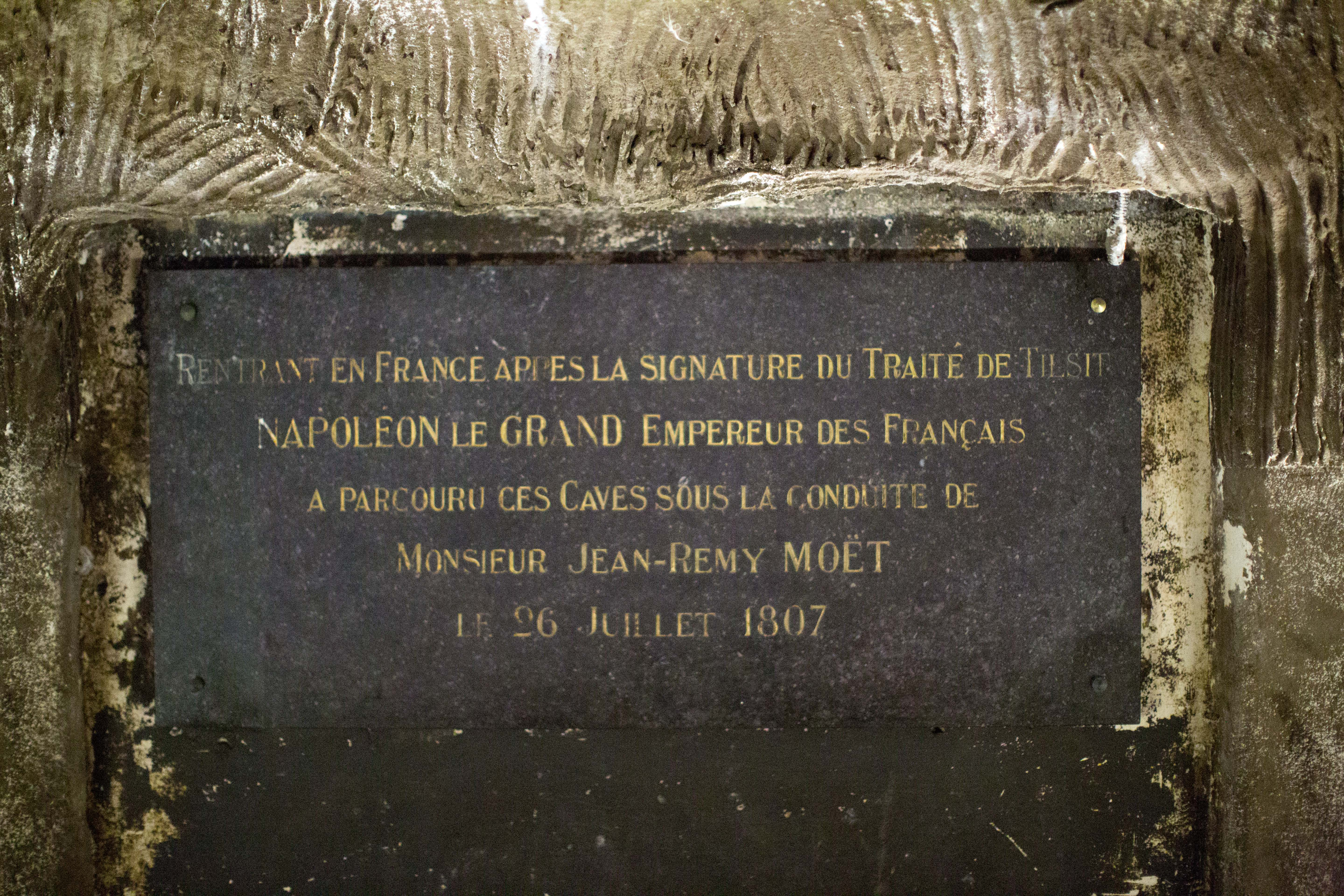
Plaquette ter herdenking van Napoleons bezoek (26 juli 1807)
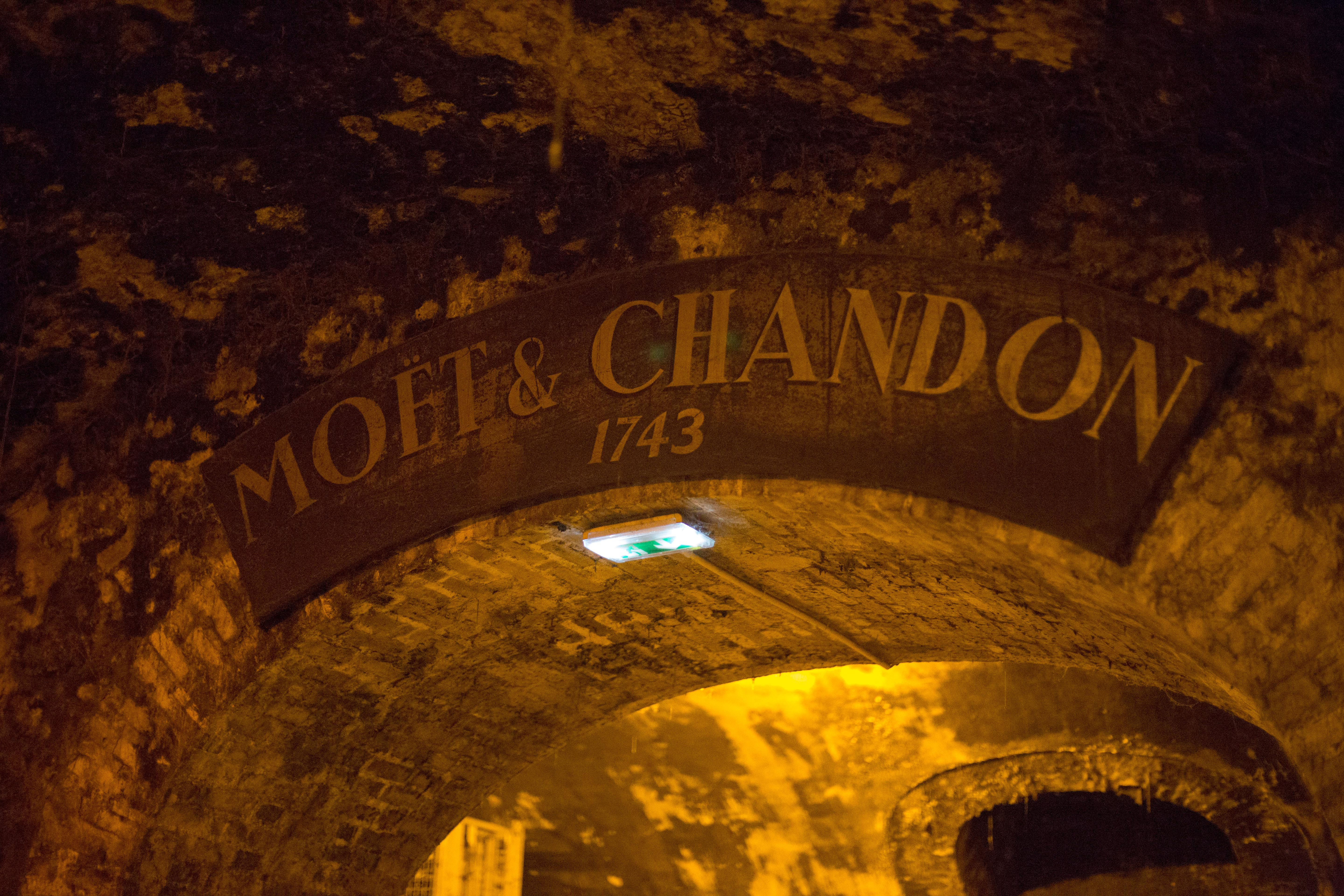
Moët & Chandon op een doorgangboog
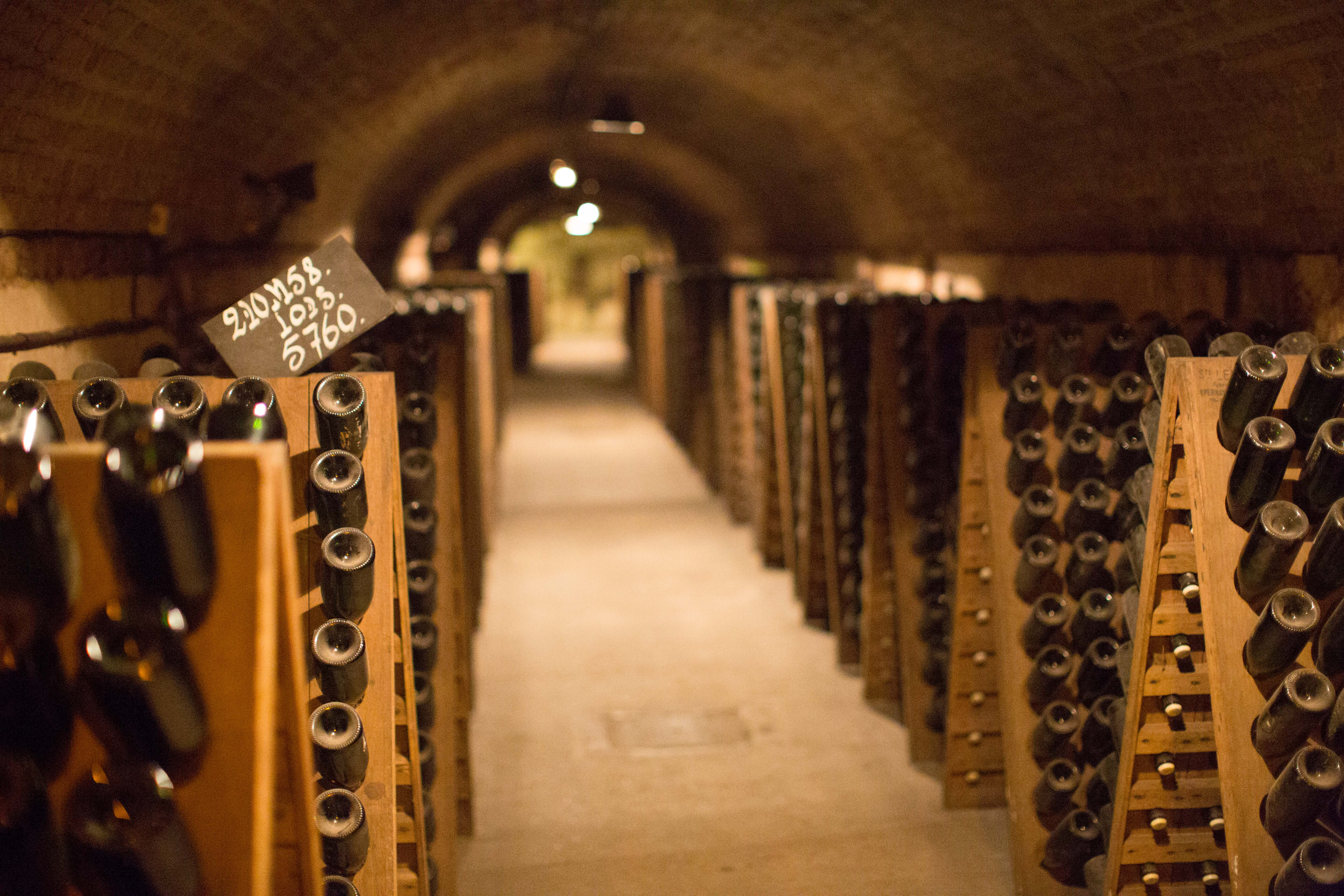
Pupitre in de kelders

### Wijnmakerij Mont‑Aigu (Oiry)
De cuverie Mont‑Aigu is gelegen in Oiry (8 km ten zuiden van Épernay). Het is een ultramodern centrum voor vinificatie en opslag dat tussen 2011 en 2018 werd ontwikkeld om de capaciteitsgraad van de historische kelders te vergroten. Het project, gefaseerd opgeleverd, kende de eerste oplevering in 2012 (de zuidelijke cuverie) en een tweede in 2015 (de noordelijke cuverie), met latere aanvullingen tot 2018.
Op architectonisch vlak combineren de gebouwen lichte semi‑ondergrondse structuren met spectaculaire glaswanden, terwijl de constructie wordt gedragen door betonkolommen die traliewerktgewijs per 15 m geplaatst zijn . Deze ontwerpstijl, geïnspireerd op Mies van der Rohes Neue Nationalgalerie in Berlijn, benadrukt open ruimtes en minimalistische structuur. De vloeroppervlakte van de oorspronkelijke cuverie is ongeveer 6 000 m², met een breedte van 50 m, een lengte van 120 m en een vrije hoogte van 11 m onder het dak.
In deze gebouwen bevinden zich de vitale onderdelen van het champagne‑productieproces: vinificatie‑cuves, een transferzone voor tanklorries, en drie ateliers voor tirage (afvullen), dégorgement (ontgistingsproces), en habillage (etikettering en afwerking). Het gehele proces is sterk geautomatiseerd, met systemen voor traceerbaarheid, robotica voor flesverplaatsing, capteurs die elke vijf seconden CO₂‑output meten, en een filtratiemethode ontworpen voor zowel gezondheid als ecologie .
Onder het hoofdgebouw ligt een ondergrondse kelder van twee niveaus die samen een opslagcapaciteit van ongeveer 60 miljoen flessen biedt. De flessen worden per dag in batches van meer dan 200 000 stuks verwerkt via automatische systemen . De rustige en geënte ligging in het landschap is een bewuste keuze: vrachtactiviteiten zijn niet zichtbaar vanaf de openbare weg, en de gebouwen zijn op subtiele wijze ‘ingekapseld’ in het glooiende terroir .
Het plan is in lijn met Moët & Chandon’s inzet voor duurzaamheid: de gebouwen voldoen aan ISO 14001-normen en zijn ontworpen om water- en elektriciteitsverbruik te minimaliseren, met integratie in de natuurlijke omgeving. In 2023 werd het centrum erkend als “Architecture contemporaine remarquable” door het ministerie van Cultuur, als erkenning van zijn esthetische en technologische kwaliteit.

### Fort Chabrol (Épernay)
Fort Chabrol in Épernay is een historisch onderzoeks- en opleidingsinstituut opgericht door Moët & Chandon aan het einde van de 19e eeuw, specifiek ontworpen om de Champagnewijngaarden te redden van de verwoestende phylloxeravorming. Het gebouw, voltooid in circa 1900 naar een ontwerp van architect Henri Picquart, combineert een kloek bakstenen ontwerp met een glazen en metalen serre‑paviljoen monumentum. Binnen huisvestte het een station voor greffage, naast laboratoria voor zowel viticultuur als oenologie, en het opende de eerste École Pratique de Viticulture in de regio.

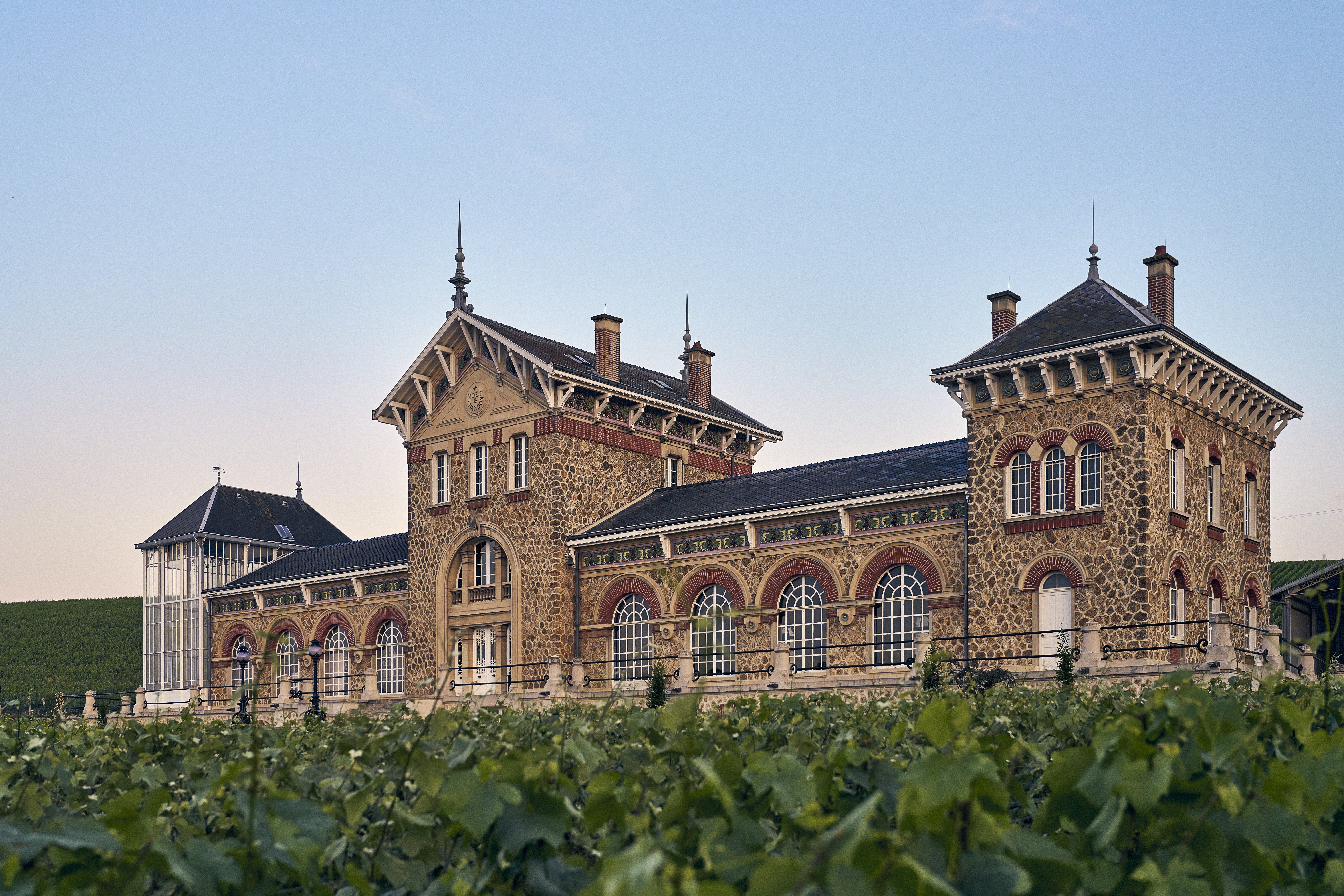
Fort Chabrol

Onder leiding van Raoul Chandon de Briailles werden er miljoenen greffon‑planten geënt, waarmee tussen 1898 en 1911 liefst 115 hectare, en daarna nog eens 211 ha, opnieuw werd aangeplant met resistente wijnstokken. De inspanningen in Fort Chabrol vormen een belangrijk deel van de collectieve strijd tegen phylloxera in Champagne, waarbij de regio samenkwam in een “heilige verbond” tegen de plaag. Het centrum speelde ook een educatieve rol: generaties wijnbouwkundigen ontvingen er hun "Brevet de Viticulture Champenoise", zelfs tot in de vroege jaren 1980.
Fort Chabrol werd in 2012 erkend als historisch monument en opgenomen in de “zone cœur” van de UNESCO‑werelderfgoedsite “Coteaux, Maisons et Caves de Champagne” in 2015.

### Château de Saran (Chouilly)

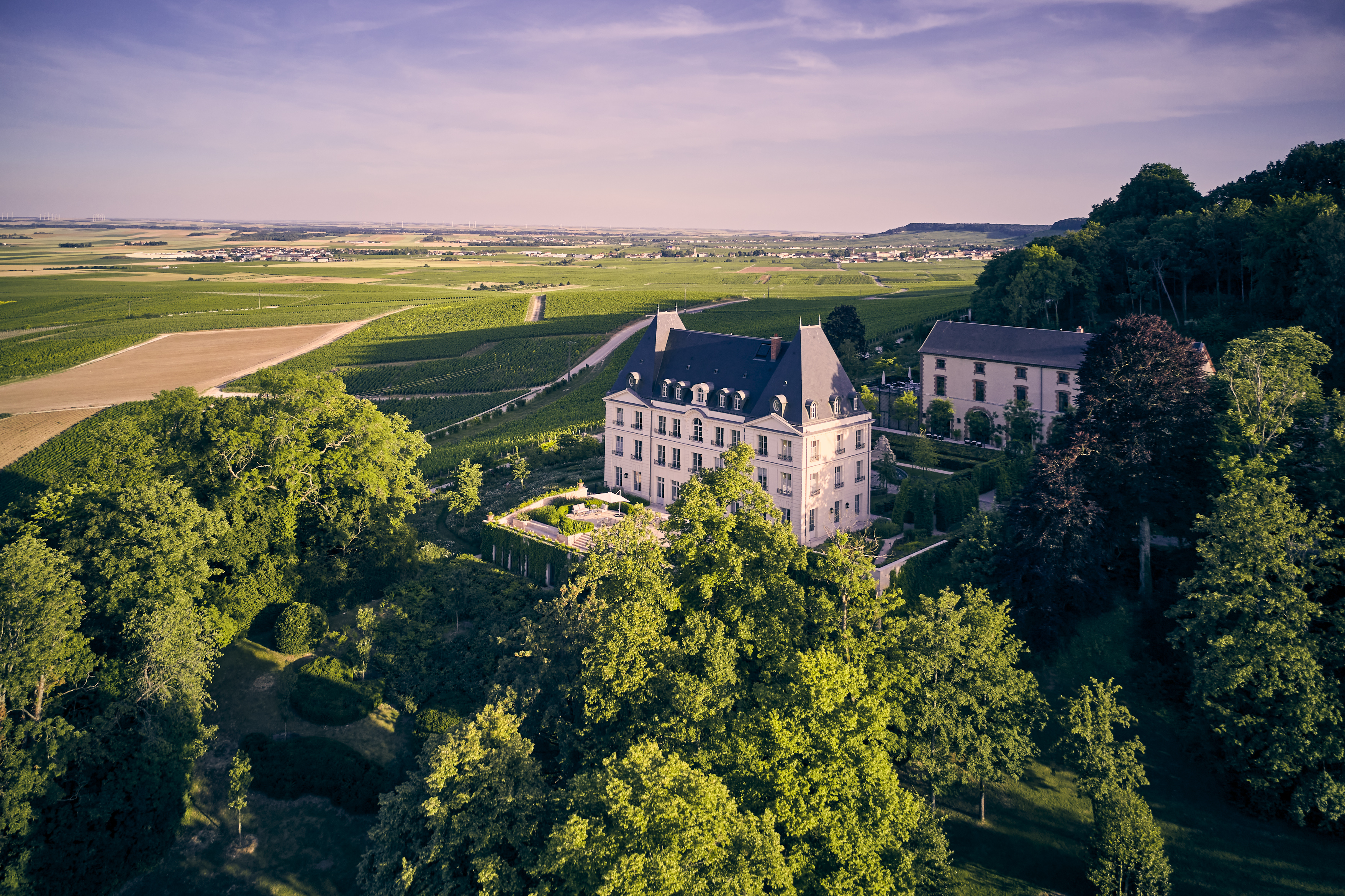
Château de Saran

Het Château de Saran werd aan de rand van het bos in Chouilly gebouwd  in 1801 als jachtpaviljoen voor Jean-Remy Moët. In de loop van de 19e eeuw groeide het uit tot een elegant landhuis en werd het een symbool van gastvrijheid voor prominente gasten zoals keizer Napoleon I. Door de jaren heen bleef het kasteel een privéresidentie voor belangrijke relaties en diplomatieke ontvangsten. In 2013 startte een grootscheepse renovatie, voltooid in 2019, waarbij de historische architectuur werd behouden, maar het interieur volledig werd vernieuwd met moderne luxe. Vandaag dient het als ultra-exclusieve locatie voor LVMH-klanten, beroemdheden en staatshoofden, met uitzicht op de wijngaarden van de Côteaux Sud d’Épernay. 

## Management

### Presidenten en Directeuren
- Jean-Rémy Moët (1781–1833): Kleinzoon van de oprichter Claude Moët. Hij leidde het huis naar internationale roem.
- Victor Moët (midden 19e eeuw): Zoon van Jean-Rémy die het huis leidde tijdens de industriële groei.
- Robert-Jean de Vogüé (1930s–1972): Visionaire leider, belangrijk voor de modernisering van het huis; leidde ook de oprichting van LVMH.
- Alain Chevalier (1980s, CEO LVMH): Architect van de fusie Moët-Hennessy met Louis Vuitton tot LVMH.
- Christophe Navarre (2001–2011): President van Moët Hennessy, overzag de verdere globalisering en digitale expansie.
- Philippe Schaus (2017–heden, CEO Moët Hennessy): Voormalig Louis Vuitton-topman. Hij legt focus op duurzaamheid en Aziatische markten.

### Keldermeesters (Chefs de Cave)
- Jean-Baptiste Lhomme (19e eeuw): Eén van de eerste gedocumenteerde keldermeesters; verantwoordelijk voor de kelderuitbreiding van het huis.
- Raoul Chandon de Briailles (eerste helft 20e eeuw): Speelde een rol in de lancering van Dom Pérignon in 1936.
- André Goutorbe (1950s–1987): Langdurige chef de cave; stabiliseerde de stijl van Moët Brut Impérial na de oorlog.
- Dominique Foulon (1987–2005): Zorgde voor modernisering van vinificatietechnieken; leidde introductie van Grand Vintage 1990-serie
- Benoît Gouez (2005–heden): Bekend om zijn precisie en herdefiniëring van stijl; focus op terroir en rijping. Grote invloed op de expressie van Grand Vintage-wijnen.

## Link met cultuur

### Kunst

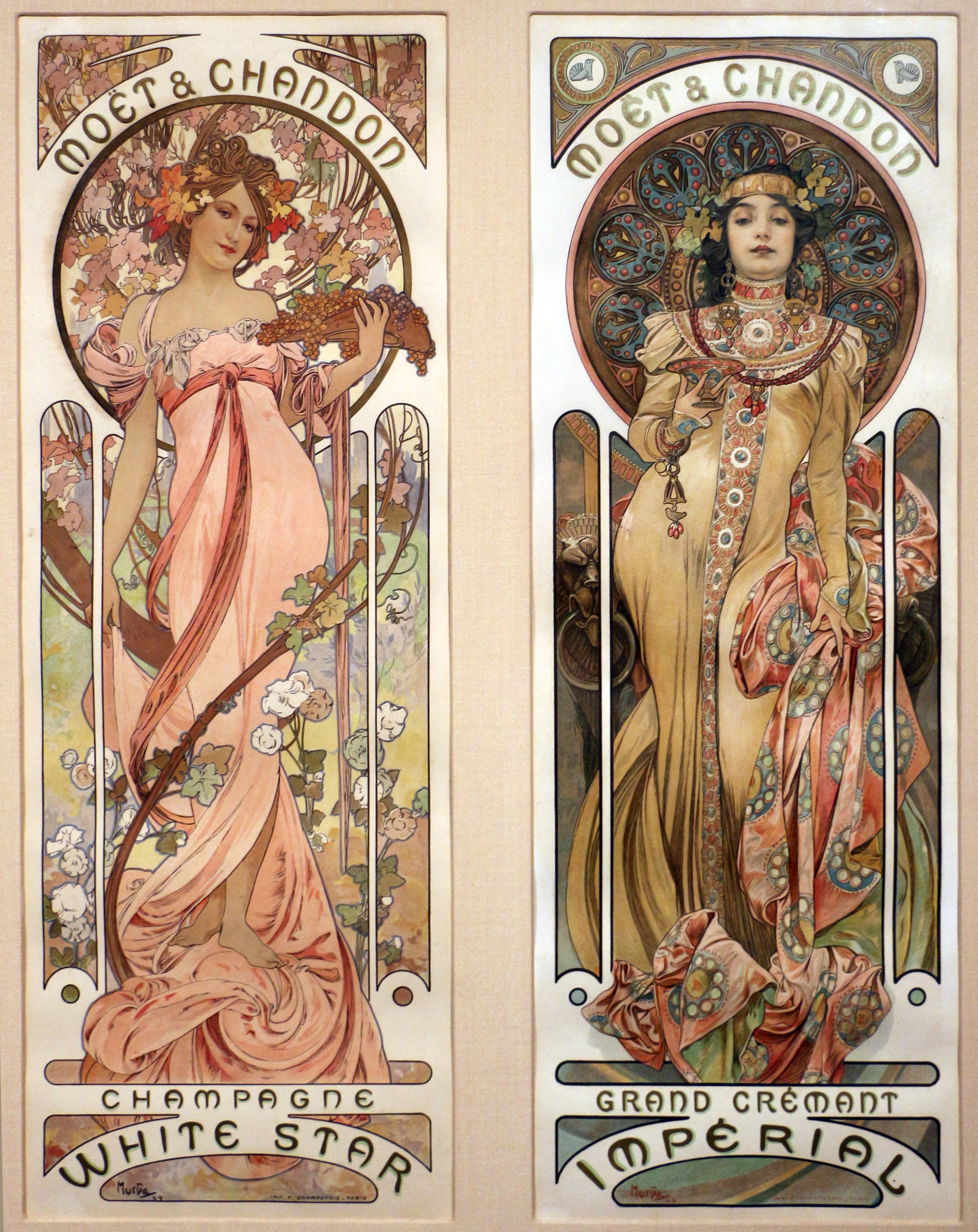
Alfons Mucha

In het begin van de twintigste eeuw werkte het huis samen met Alfons Mucha, een kunstenaar uit het huidige Tsjechië. Zijn werken zijn onlosmakelijk verbonden met de Jugendstil-kunststroming. Mucha werkte met Moët Chandon aan een aantal posters, catalogi, ansichtkaarten en ander promotiemateriaal.
Deze posters bestaan in verschillende versies. Voor de poster ‘White Star’ koos Mucha een sensueel blond meisje in een roze jurk om deze champagne te illustreren. Ze heeft blote schouders en houdt een schaal met druiven in haar linkerarm. Om de specifieke smaak van Moëts ‘Imperial’ champagne vast te leggen, koos Mucha ervoor om een brunette met klassieke trekken af te beelden in een jurk met hoge hals en sierlijke sieraden.
Ook in de 21ste eeuw sponsort Moët & Chandon kunstenaars en gerelateerde events. In 2022 was Moët & Chandon sponsor van Art Basel Miami. Kunstenaars boden ter plaatse live kalligrafie op mini‑champagneflesjes aan, waardoor bezoekers gepersonaliseerde souvenirs ontvingen. Deze Live Art‑activiteiten werden breed besproken in luxemarketingkringen.
Voor de viering van haar 280-jarig bestaan in 2023 gaf Moët & Chandon de Amerikaanse kunstenaar Daniel Arsham opdracht voor een monumentaal sculpturaal reliëf in de Galerie Impériale van de huiskelders. Het beeld (3 m × 1,3 m) in wit resin refereert aan de krijtgrond van de Champagne-regio en beeldt klassieke symbolen zoals de oprichter Claude Moët, de druivenvelden en het Château de Saran uit.
In mei 2024 initieerde Moët & Chandon “Memories of Tomorrow”, een multimediatentoonstelling in Épernay, ontworpen door het borduuratelier Atelier Baqué Molinié. Elf “totems” – symbolische objecten uit de rijke geschiedenis van het huis – werden uitgelicht via hedendaagse textielkunst, met ambachtelijke borduurtechnieken als knipoog naar haute couture en het Franse. De objecten refereren aan iconen zoals Napoléons hoed, een kroon, weersymbolen en druiven – uitgevoerd in gematteerd tulle, glasparels en borduurwerk. Deze stukken onderstrepen de artistieke ambitie van het merk en haar historische wortels.
Tijdens Parijs Fashion Week 2024/2025 organiseerde Moët & Chandon een multidimensionale pop‑up in samenwerking met sterrenchef Yannick Alléno en ontwerper Charles de Vilmorin. Ze brachten culinair vakmanschap en mode-innovatie samen binnen een luxe beleving.

### In de populaire cultuur
Het merk sponsort prestigieuze evenementen zoals de Golden Globes Awards, de Formule 1, en heeft langdurige banden met de entertainmentindustrie. Het werk wordt ook veelvuldig genoemd in liedjes uit de 20ste en 21ste eeuw.

#### Sponsoring filmfestivals

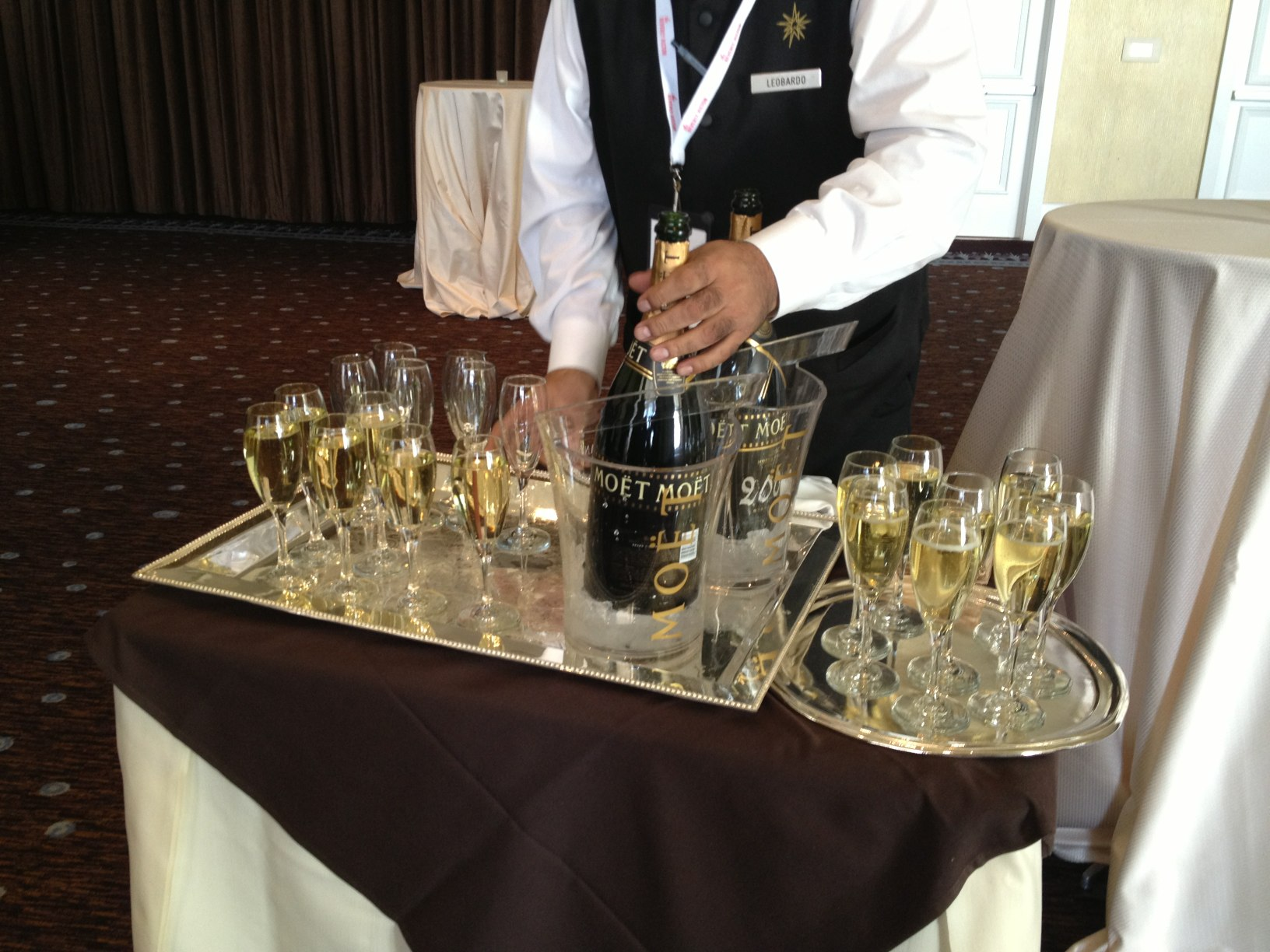
Golden Globe Awards (2013)

Moët & Chandon is regelmatig aanwezig op filmfestivals zoals Venetië, Toronto, San Sebastián en evenementen als de British & Toronto Film Awards. Moët & Chandon is al sinds de jaren 1990 officieel champagnepartner van de Golden Globe Awards, georganiseerd door de Hollywood Foreign Press Association (HFPA). In 2010 vierden ze hun 20-jarig jubileum, en in 2015 hun 25-jarig jubileum met speciale flesdesigns en de introductie van een studentenfilmwedstrijd ter ondersteuning van jong filmtalent. In de jaren 2023–2025 bleef Moët & Chandon partner tijdens de 75e en 76e Golden Globes, waar ze hun ‘Toast for a Cause’-initiatief voortzetten: bekende gasten dragen een mini-flesje met een sponsoring van 1 000 USD per gesponsord goed doel.

#### Sponsoring Formule 1

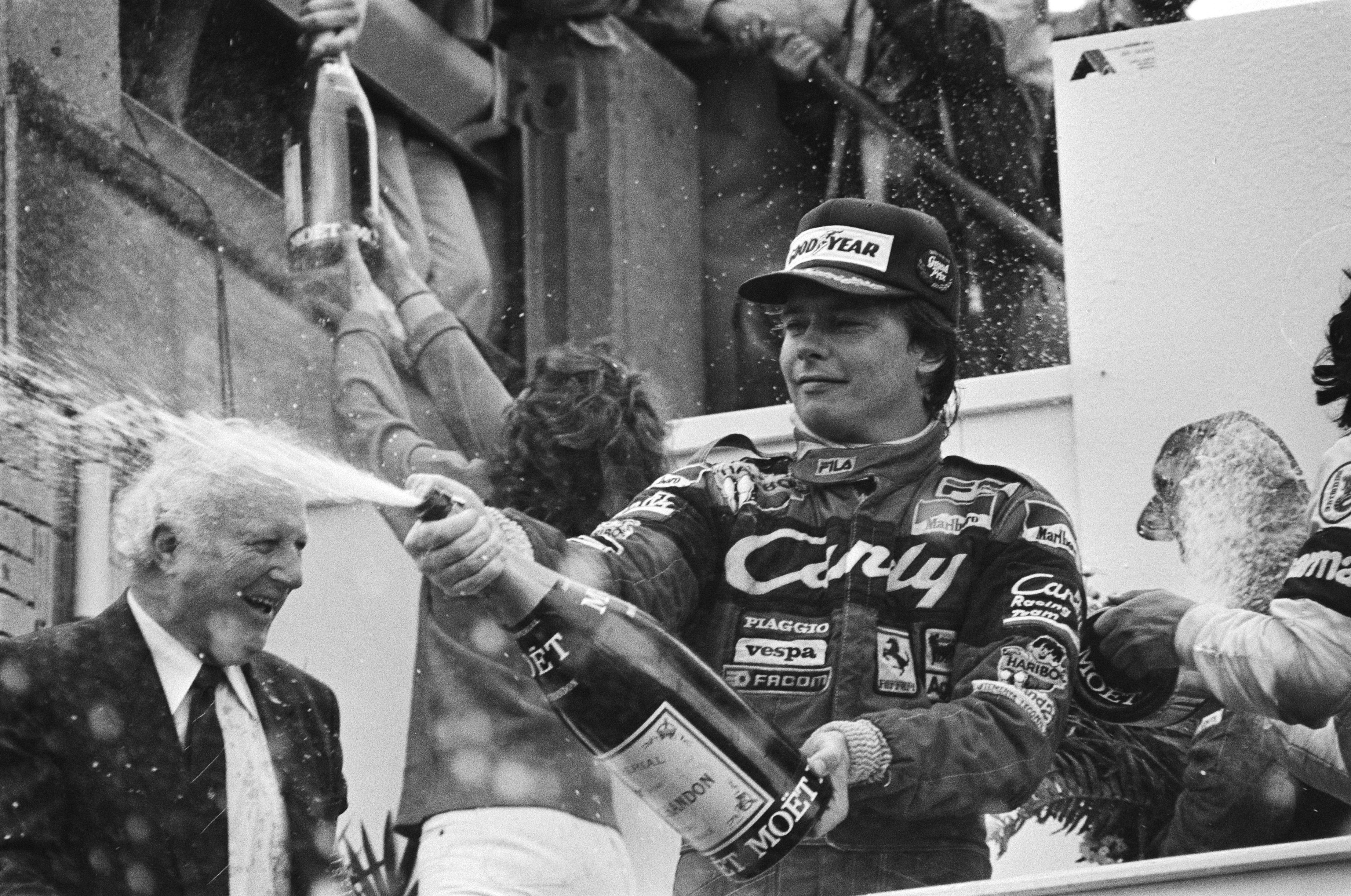
Pironi viert zijn overwinning (1982)

Deze traditie is geworteld in een incident in 1950, toen Paul Chandon-Moët & Count Frédéric een fles aan Juan Manuel Fangio uitreikten bij de Franse Grand Prix—sindsdien is champagne synoniem geworden met racevieringen. Historisch gezien leverde Moët & Chandon al champagne voor F1-podia van 1966 tot 1999 en kort in 2016–2017; daarna volgde een pauze, doorbroken sinds 2021 met Ferrari Trento. 
In februari 2025 kondigde Formula 1 samen met LVMH een 10‑jaarspartnerschap aan, waarin Moët & Chandon terugkeert als Official Champagne bij podiumceremonies, met name tijdens de Belgian Grand Prix en andere Grands Prix. Deze samenwerking is onderdeel van een ruimere deal die ook merken als Louis Vuitton (trofee-etalages) en TAG Heuer (officiële tijdwaarneming) omvat, ter vervanging van Rolex en Ferrari Trento.

#### In liedjes
In de 20ste en 21ste eeuw wordt het merk regelmatig genoemd in verschillende liedjesgenres. Enkele voorbeelden:
- In de opera Arabella[18] van Richard Strauss wordt het twee keer genoemd: "Moët-Chandon, halfb herb und halfb süss - der war es bei meiner Verlobung!" en "Wünschen noch Moët-Chandon? Hier ist! Servieren der Frau Gräfin Mutter!". Deze opera ging in première op 1 juli 1933.
- In het nummer "Killer Queen" (uitgebracht 11 oktober 1974) van de band Queen zingt leadzanger Freddie Mercury: "She keeps her Moët et Chandon in her pretty cabinet".
- In zijn nummer "Represent" (19 april 1994) zingt rapper Nas: "Yo, they call me Nas, I’m not your legal type of fella, Moët drinkin’, marijuana smokin’ street dweller". Moët wordt ook genoemd in zijn nummer "It Ain't Hard to Tell" in de tekst "I drink Moët with Medusa, give her shotguns in Hell; From the spliff that I lift and inhale; it ain't hard to tell". De champagne wordt ook genoemd in zijn nummers Reach Out en Affirmative action.
- In het nummer "Drop It Like It’s Hot" (12 augustus 2004) van rapper Snoop Dogg zingt hij: "I got the Rollie on my arm and I'm pouring Chandon".
- Muzikant Prince noemt "een klein Spaans mannetje dat wijn en Moët aanbiedt" in zijn nummer "Mr. Goodnight" (15 juli 2007) van zijn album Planet Earth.

## Trivia

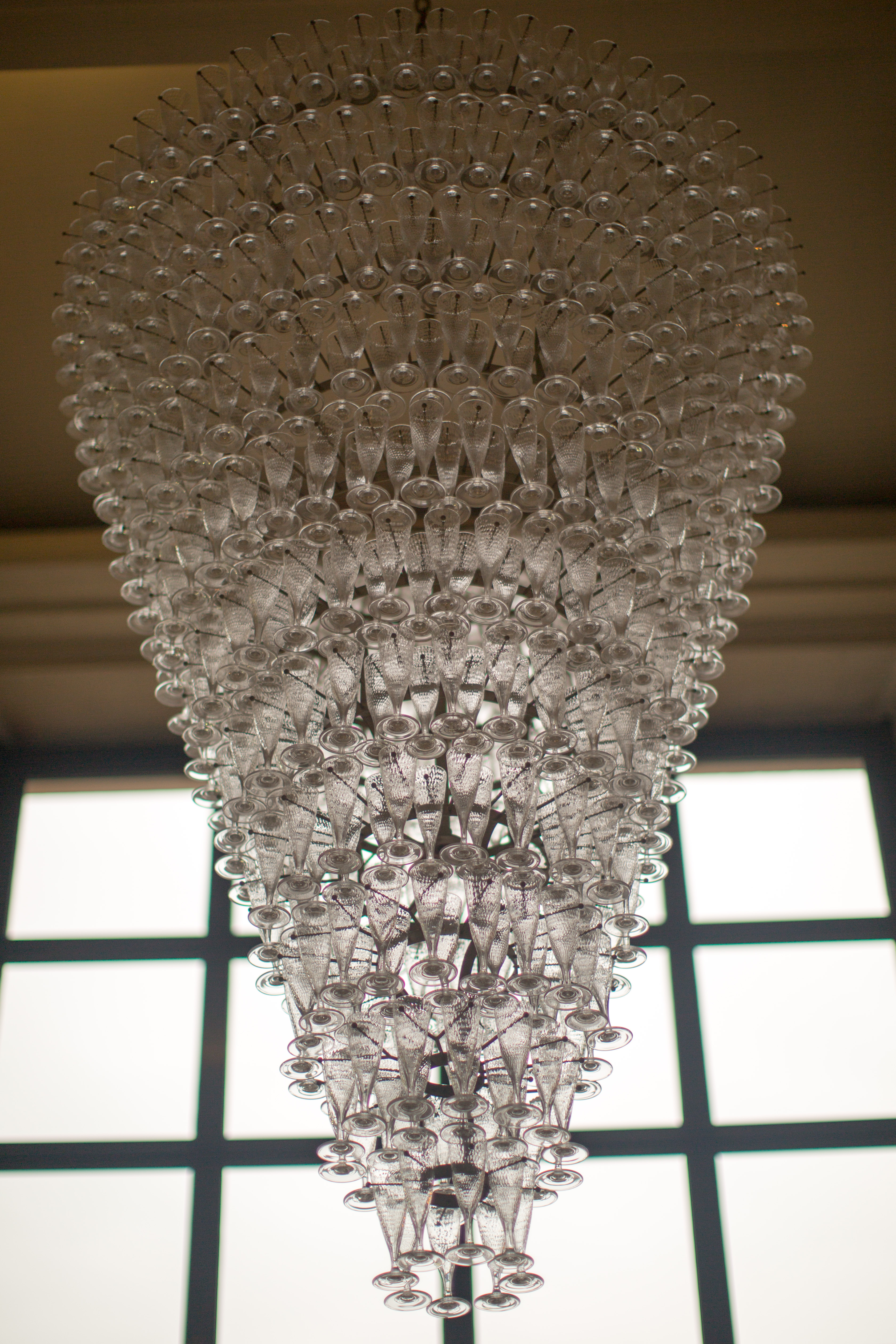
Omgekeerde champagneglastoren

Het huis heeft op 30 december 2021 zijn eigen record gebroken voor de grootste champagneglastoren ter wereld. De imposante constructie bood plaats aan 54.740 glazen en was 8,23 meter hoog (de vorige toren had 50.116 glazen). Deze prestatie is geregistreerd in het Guinness Book of Records.